# Оніхектомія

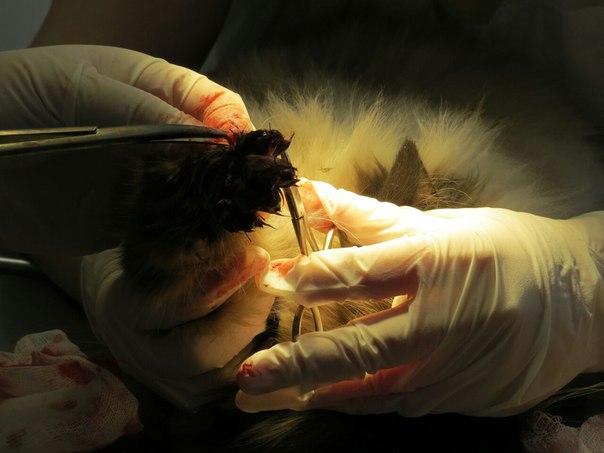
Проведення операції оніхектомії

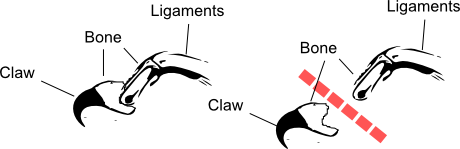
Діаграма проведення операції оніхектомії

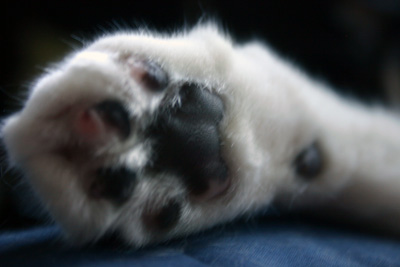
Вигляд кошачої лапи після оніхектомії.

Оніхектомія — це операція з видалення у домашніх тварин, найчастіше в свійських котів, кігтів разом із кінцевою фалангою на кінцівці тварини. Іншою поширеною назвою цього хірургічного втручання є «операція „М'які лапки“».

## Застосування
Найчастіше оніхектомія застосовується на прохання власників свійських котів унаслідок того, що домашні тварини розпочинають дряпати меблі та інші предмети в будинку, пошкоджуючи їх поверхні, унаслідок чого псується їх поверхня погіршується їх зовнішній вигляд. Оніхектомія може проводитись також і за медико-ветеринарними показами, зокрема при наявності в кота епілепсії, коли кігті в кота ростуть нерівно і деформовані, та можуть завдати болю тварині, або коли тканина кігтя структурно змінена, що також може завдавати сильного болю тварині. Прийнятною причиною для проведення такої операції може бути неможливість без проведення її прийняття тварин у заклад колективного перебування, зокрема разом із господарем, адже відмова від цього може призвести до присипляння та загибелі тварини.

## Проведення операції
Операція оніхектомії проводиться обов'язково у ветеринарній клініці під загальним наркозом. Переважно операцію проводять лише на передніх лапах тварини, адже саме ними вона пошкоджує меблі та інші предмети в будинку, проте зрідка її проводять і на задніх лапах тварини.[джерело?] Під час операції кіготь кота видаляється разом із кінцевою фалангою пальця. Це пов'язано з анатомічною будовою пальців кота, оскільки корінь кігтя розміщується на кістці біля межі з наступною фалангою, тому коли залишити частину дистальної фаланги після операції, то кіготь так само швидко відростає. Після операції тварині рекомендовано кількаденне перебування в клініці у спеціальній клітці для тварин, щоденні перев'язки до заживлення ран, тваринна повинна носити спеціальний нашийник, та використовувати в кошачих туалетах замість наповнювача папір. Після операції протягом тривалого часу кіт потребує ретельного нагляду, оскільки тварина проходить звикання до нових умов життя і в цей період вона має підвищений ризик травматизму. Окрім цього, для проведення такої операції ветеринар повинен пройти спеціальне навчання, адже в проведенні цієї операції є певні особливості, недотримання яких може спричинити серйозні післяопераційні ускладнення та інвалідизацію тварини.

## Наслідки
Після операції, крім неможливості для кота точити кігті об меблі та інші предмети хатнього вжитку, у тварини також зникає її основний спосіб захисту від інших тварин та інших котів. Тварина втрачає свою спритність при стрибках, у неї також порушується відчуття рівноваги. У котів внаслідок операції може спостерігатися викривлення хребта, поява артриту та інших порушень опорно-рухового апарату внаслідок зміщення центру ваги тіла, існує ймовірність атрофії частини м'язів. У тварин різко збільшується ймовірність зараження важкими інфекціями, як через погане заживлення післяопераційної рани, так і внаслідок того, що при порушенні рівноваги кіт буде частіше падати та отримувати внаслідок цього поранення. Унаслідок операції в котів може навіть розвинутись сепсис, і в цьому випадку єдиним способом лікування є видалення уражених сепсисом наступних після ампутованих фаланг пальців лап. У оперованих котів часто спостерігається зміна психіки, вони стають злішими, перестають довіряти господарю, та замість дряпатись кігтями тварини ропочинають кусатися. Зміна психіки у котів відбувається також унаслідок того, що під час дряпання кігтями по оточуючих предметах вони не тільки їх заточують, але й отримують психологічне задоволення та мітять територію, поширюючи під час дряпання свій запах, щоб інші коти не претендували на його територію. Це також призводить до того, що кіт почуває себе беззахисним та втрачає психологічну рівновагу.

## Заборона проведення
Хоча операція оніхектомії доступна у багатьох країнах світу, зокрема Україні, Росії, США, проте й у цих країнах чимало ветеринарів відмовляють власників котів робити таку операцію. У Великій Британії така операція заборонена, та може проводитись лише за життєвими показами для тварини. Заборонена ця процедура у Бразилії, Ізраїлі, Австралії та Новій Зеландії. У Німеччині, Швейцарії та багатьох інших європейських країнах ця операція також заборонена. У США заборонена ця операція в штаті Нью-Йорк, Лос-Анджелес, Сан-Франциско і Денвер, заборонена оніхектомія також у низці провінцій Канади.

## Альтернатива оніхектомії
Альтернативою оніхектомії можуть стати як покращення догляду за кігтями, так і часта стрижка кінчиків кігтів, привчення кота точити кігті на одному місці (кігтеточилці або дряпалці). Одним із новіших способів боротьби з пошкодженням меблів та інших предметів домашнього вжитку без проведення оніхектомії є спеціальні м'які силіконові ковпачки для нігтів, які також називають «антишкряби». Ці ковпачки приклеюються до кігтів, після чого тварина відразу може вільно, безболісно та безперешкодно пересуватися, випускати кігті, гратися з людьми, проте вже не може подряпати предмети хатнього вжитку та людей. Приблизно за місяць, коли в тварини відростуть кігті, ці насадки відпадають, і потрібно наклєювати нові антишкряби. Іноді коти роблять спроби здерти або згризти накладки, проте в більшості випадків вони не помічають та не відчувають антишкрябів.